# Виноградський Андрій Данилович
Андрі́й Дани́лович Виногра́дський (нар. 1 квітня 1965 — 26 серпня 2016) — капелан Збройних сил України, учасник російсько-української війни.

## Життєпис
Народився 1965 року у місті Житомир. 1982 року закінчив Житомирське ПТУ № 1 за фахом маляр-ліпильник. В 1982—1983 роках працював в ССУ «Відділ Житомирбуд». З 1985 по 1999 рік працював в будівельній організації. З 1992 року займався успішним бізнесом, грав на органі у житомирській церкві Різдва.
З 2006 року — депутат Житомирської міської ради; голова депутатської комісії з питань регламенту, етики та дотримання законодавства; член громадської організації «До Ладу».
У часі війни — з березня 2014 року волонтер; возив допомогу українським військовим в захоплений Крим військовим, згодом допомагав переселенцям. Постійно їздив у зону бойових дій — як капелан і волонтер.
Один із героїв проекту «Обличчя України» Радіо Свобода.
Помер 26 серпня 2016-го через проблеми з серцево-судинною системою.
Похований 28 серпня 2016 року на житомирському Смолянському військовому кладовищі.
Без Андрія лишилися дружина та троє дітей.

## Нагороди та вшанування
- указом Президента України № 168/2017 від 28 червня 2017 року «за значний особистий внесок у державне будівництво, соціально-економічний, науково-технічний, культурно-освітній розвиток України, вагомі трудові здобутки та високий професіоналізм» — нагороджений орденом «За заслуги» III ступеня (посмертно)[1]
- медаллю «25 років Незалежності України».